# Return of the Condor
Return of the Condor (en castellano, «El retorno del cóndor») es un documental del programa The World About Us de la BBC, estrenado en 1984. Corresponde a la continuación del documental The Flight of the Condor de Michael Andrews, grabado en la Cordillera de los Andes.
Al igual que su predecesor, el documental se destaca por su banda sonora, interpretada por la afamada agrupación chilena Inti-Illimani.

## Banda sonora
Return of the Condor también se llama la banda sonora del documental, interpretada por los chilenos Inti-Illimani. El disco fue lanzado en 1984 a través de BBC records, fecha durante la cual los músicos se encontraban exiliados en Europa producto de la dictadura militar de su país.

### Lista de canciones
Todas las canciones son interpretadas por Inti-Illimani.
| N.º | Título                                    | Escritor(es)      | Duración |  |
| 1.  | «Caicaivilu»                              | Víctor Jara       |          |  |
| 2.  | «Carnavalito de la quebrada de humahuaca» | popular argentina |          |  |
| 3.  | «Pascua linda»                            | popular peruana   |          |  |
| 4.  | «Campanitas de cualquier parte»           | Alfredo Domínguez |          |  |
| 5.  | «Solo de quena»                           | popular peruana   |          |  |
| 6.  | «Sanjuanito»                              | Gilbert Favre     |          |  |
| 7.  | «Tema de la quebrada de Humahuaca»        | popular argentina |          |  |
| 8.  | «Mis llamitas»                            | Ernesto Cavour    |          |  |
| 9.  | «Tocata y fuga» (o «Los mapuches»)        | Violeta Parra     |          |  |
| 10. | «La partida»                              | Víctor Jara       |          |  |
| 11. | «Ramis»                                   | popular           |          |  |
| 12. | «Trigales»                                | Horacio Salinas   |          |  |
| 13. | «La fiesta de La Tirana»                  | popular chilena   |          |  |
| 14. | «Danza»                                   | Horacio Salinas   |          |  |